# Minori (Italië)

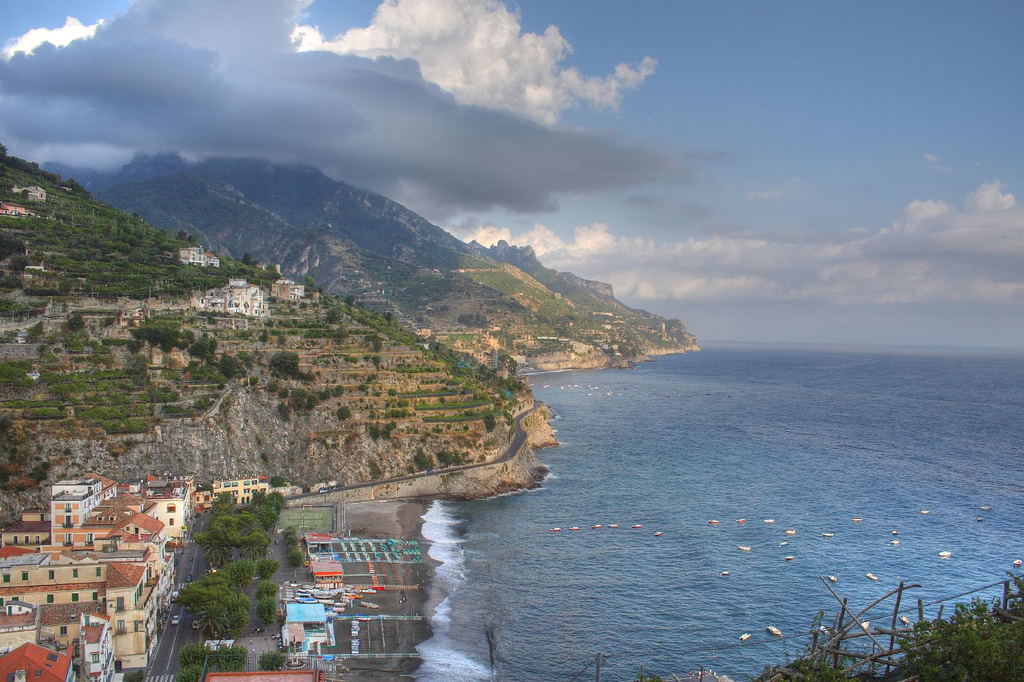
kust vanaf Minori

Minori is een gemeente in de Italiaanse provincie Salerno (regio Campanië) in Italië en telt 3006 inwoners (31-12-2004). De oppervlakte bedraagt 2,6 km², de bevolkingsdichtheid is 1506 inwoners per km².
Minori ligt aan de Amalfikust. Dichtstbijzijnde grote steden zijn Salerno en Napels.
De volgende frazioni maken deel uit van de gemeente: Torre Paradiso, Villa Amena, Via Torre, Via Monte.

## Bezienswaardigheden
- Basilica di Santa Trofimena
- Romeinse villa
- Saint Nicola Convent, kerk uit eind van de 11de eeuw

## Demografie
Minori telt ongeveer 1113 huishoudens. Het aantal inwoners daalde in de periode 1991-2001 met 2,2% volgens cijfers uit de tienjaarlijkse volkstellingen van ISTAT.
| Jaar | Inwoneraantal |
| ---- | ------------- |
| 1991 | 3091          |
| 2001 | 3023          |

## Geografie
Minori grenst aan de volgende gemeenten: Maiori, Ravello.

## Verkeer en vervoer
Minori is bereikbaar vanaf Napels via de A3 en de SP 2a. De dichtstbijzijnde luchthavens zijn de luchthaven Salerno Costa d'Amalfi in Salerno en de Luchthaven Napels in Napels.

## Externe link

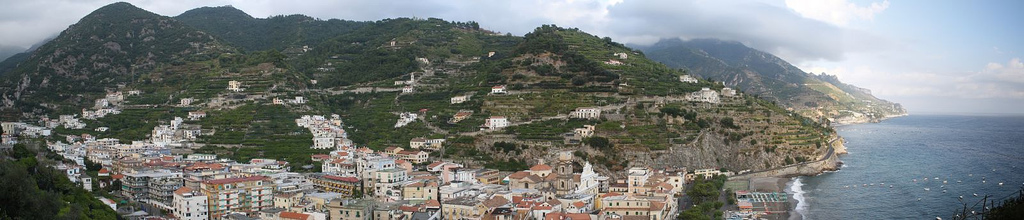
Panorama Minori